# Death rock

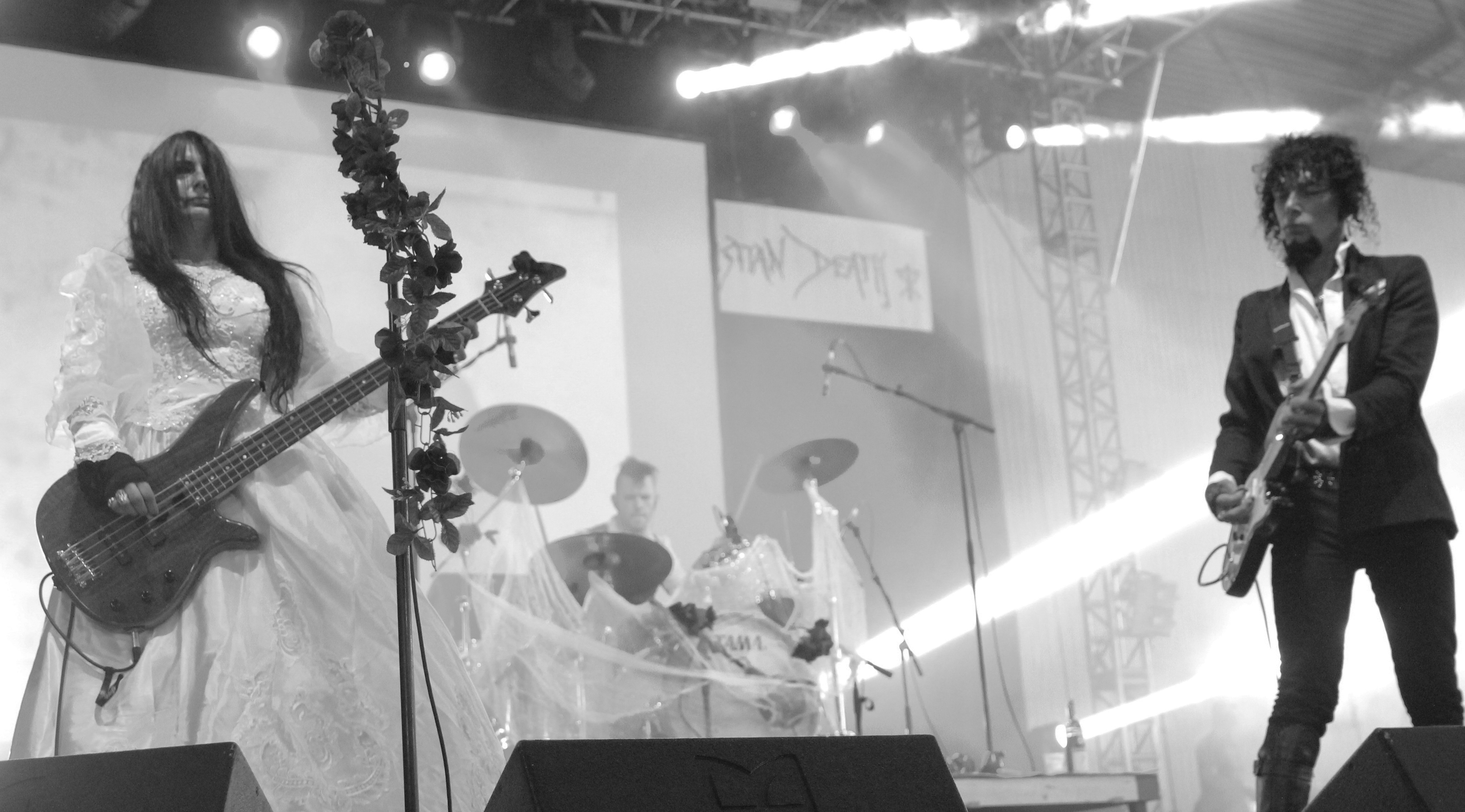
Christian Death na Wave-Gotik-Treffen w 2014 r.

Death rock – amerykańska odmiana rocka gotyckiego.
Muzyka ta charakteryzuje się mrocznym brzmieniem, często pojawiają się melancholijne teksty przeplatane melodyjnym dźwiękiem przesterowanych gitar.
Teksty utworów zazwyczaj opowiadają o wewnętrznych przeżyciach jednostki, poruszają tematy o życiu, śmierci, depresji.
Historia gatunku rozpoczęła się w 1979 roku, kiedy powstał zespół Christian Death.
Z biegiem czasu w Europie dokonała się ewolucja gatunku w stronę industrialu i elektroniki, zaś większość zespołów zimnofalowych rozwiązała się. 
Natomiast Death Rock nigdy nie odciął się od rockowych korzeni, a jego ewolucja wewnętrzna przebiega znacznie wolniej. Najbardziej znanym zespołem deathrockowym jest Christian Death (istniejący – w różnym składzie – już od około 30 lat), ale także Cinema Strange, 45 Grave, The Brickbats oraz Samhain.